# 天璇增五
大熊座39，又名BD+57 1286，HD 92728、SAO 27748、HR 4187，是大熊座的一颗恒星，视星等为5.8，位于銀經150.95，銀緯52.42，其B1900.0坐标为赤經10h 37m 24.6s，赤緯+57° 52.42′ 28″。